# Viacheslav Barkov
Pour les articles homonymes, voir Barkov.
Viacheslav Aleksandrovich Barkov (en russe : Вячеслав Александрович Барков) est un coureur du combiné nordique russe, né le 28 février 1992 à Saint-Pétersbourg.

## Carrière
Entre 2010 et 2012, il court les Championnats du monde junior, obtenant comme meilleur résultat une huitième place en 2012. 
Il fait ses débuts en Coupe du monde en janvier 2014 à Tchaïkovski. Il et y marque ses premiers points en 2017 à Sapporo (23e), avant d'obtenir son meilleur résultat le lendemain avec le 17e rang.
Cet hiver, il remporte sa première victoire internationale à l'Universiade d'Almaty sur l'épreuve individuelle et prend part aux Championnats du monde de Lahti, arrivant notamment 24e à l'épreuve avec le petit tremplin.
En 2022, il se fait remarquer en raison de ces propos niant l'Invasion de l'Ukraine par la Russie.

## Palmarès

### Jeux olympiques d'hiver
| Épreuve / Édition | Individuel     | Individuel     | Par équipes Grand tremplin |
| Épreuve / Édition | Petit tremplin | Grand tremplin | Par équipes Grand tremplin |
| JO 2022 Pékin     | 38e            | 41e            | -                          |

### Championnats du monde
| Épreuve / Édition        | Individuel     | Individuel     | Par équipes           | Par équipes           |
| Épreuve / Édition        | Petit tremplin | Grand tremplin | Grand tremplin Sprint | Petit tremplin Relais |
| Mondiaux 2017 Lahti      | 24e            | 32e            | 13e                   | 10e                   |
| Mondiaux 2019 Seefeld    | 47e            | 41e            | 12e                   | 11e                   |
| Mondiaux 2021 Oberstdorf | 39e            | 38e            | 10e                   | -                     |

### Coupe du monde
- Meilleur classement général : 52e en 2017.
- Meilleur résultat individuel : 17e.

#### Différents classements en Coupe du monde
| Année     | Classement général final |
| 2016-2017 | 52e                      |
| 2017-2018 | 73e                      |
| 2018-2019 | -                        |
| 2019-2020 | -                        |
| 2020-2021 | -                        |

### Universiades
- Almaty 2017 :
  -  Médaille d'or en individuel.
  -  Médaille d'argent par équipes.

### Championnats de Russie
En 2021, il remporte le titre individuel au sprint devant Samir Mastiev (it) et l'épreuve par équipes avec l'équipe moscovite.